# Sidokumpul (Patean)
Sidokumpul is een bestuurslaag in het regentschap Kendal van de provincie Midden-Java, Indonesië. Sidokumpul telt 6541 inwoners (volkstelling 2010).